# Darvay Béla
Darvay Béla (Máramarossziget, 1938. március 26. – Kolozsvár, 2022. december 31.) erdélyi magyar fizikatanár, tankönyvíró, Darvay Zsolt apja.

## Életpályája
1959-ban elvégezte a kolozsvári Bolyai Tudományegyetem matematika–fizika szakát. Tanári állomásai: Máramarosszigeten 1959–60 a magyar középiskolában, majd 1960–66 a vegyes román–magyar–ukrán 1. számú középiskolában tanár; Kolozsváron 1966–67 a 10. és 12. számú líceumban, majd 1967–80 a 10. számú líceumban tanított, ahol már kinevezett tanárként. Ezután tíz évig fizika szaktanfelügyelő, majd 1990 januárjától szeptemberig főtanfelügyelő-helyettes a Kolozs megyei tanfelügyelőségen. 1990 őszétől a Brassai Sámuel Elméleti Líceum tanára nyugdíjazásáig. 1975-ben megszerezte az I. fokozatú tanári képesítést.

## Munkássága
Kutatási területe a fizikatörténet és a fizika szaktárgy pedagógiája volt. Több fizikatankönyv szerzője, fordítója, lektora. Tanulmányai, cikkei magyar és román szaklapokban jelentek meg. Az Öveges József és Vermes Miklós Fizikaversenyek erdélyi szervezőbizottságának tagja volt. A Brassai-líceumban a Kriza János Önképző Kör fizika szakkörét irányította.

### Könyvei
- Darvay Béla, Kovács Zoltán, Lázár József, Tellmann Jenő: Fizika példatár. Mechanika, Erdélyi Magyar Műszaki Tudományos Társaság, 1997
- Darvay Béla, Kovács Zoltán, Tellmann Jenő: Fizika 11. osztály részére, Ábel Kiadó, Kolozsvár, 2006
- Darvay Béla,  Kovács Zoltán, Tellmann Jenő: Fizika 10. osztály részére, Ábel Kiadó, Kolozsvár, 2009
- Darvay Béla, Kovács Zoltán, Tellmann Jenő, Lázár József: Fizikapéldatár. Elektromosság, Ábel Kiadó, 2022 ISBN 9789731143088

## Díjai, elismerései
- Éltanár (1978)
- A Természet Világa elismerő oklevele (1993–94., 1997–1999)
- A Magyarok Világszövetsége különdíja (1994)
- Az EMT elismerő oklevele (1996)
- Az RMPSZ kolozsvári szervezetének Kiváló Oktató-nevelő díja (1998)
- Székely Ferenc-díj (a tehetséggondozás területén kifejtett sokéves, eredményes tevékenységéért) (2007)

## Egyesületi tagságok
- Erdélyi Magyar Műszaki Tudományos Társaság
- Erdélyi Múzeum-Egyesület
- Középiskolai Fizikatanárok Szakmai Egyesülete